# Æthelhun
Æthelhun (mort en 922 ou entre 915 et 922) est un prélat anglo-saxon du Xe siècle devenu évêque de Worcester.

## Biographie
Æthelhun est consacré évêque de Worcester en 915 ou entre 907 et 915. Il meurt en 922 ou entre 915 et 922.